# Thecla iroides
Thecla iroides är en fjärilsart som beskrevs av Jean Baptiste Boisduval 1852. Thecla iroides ingår i släktet Thecla och familjen juvelvingar. Inga underarter finns listade i Catalogue of Life.